# دوري كرة القدم الغربي 1994–95
دوري كرة القدم الغربي 1994–95 (بالإنجليزية: 1994–95 Western Football League)‏ هو موسم من دوري كرة القدم الغربي ‏. فاز فيه Tiverton Town F.C. ‏.